# Oestina
Oestina (Bulgaars: Устина) is een dorp in Bulgarije. Het dorp is gelegen in de gemeente Rodopi, oblast Plovdiv. Het dorp ligt hemelsbreed 21 kilometer ten zuidwesten van Plovdiv en 122 kilometer ten zuiden van Sofia. 

## Bevolking
Op 31 december 2020 telde het dorp Oestina 2.228 inwoners. Het aantal inwoners vertoont al vele jaren een dalende trend: in 1965 had het nog 2.961 inwoners.
|  |

In het dorp wonen voornamelijk etnische Bulgaren en Turken. In de optionele volkstelling van 2011 identificeerden 1.192 van de 1.898 ondervraagden zichzelf als etnische Bulgaren, oftewel 62,8%. Het overige deel van de bevolking bestond vooral uit etnische Turken (628 personen, oftewel 33,1%).
| Etnische samenstelling van de respondenten (2011) | Etnische samenstelling van de respondenten (2011) | Etnische samenstelling van de respondenten (2011) | Etnische samenstelling van de respondenten (2011) | Etnische samenstelling van de respondenten (2011) |
| ------------------------------------------------- | ------------------------------------------------- | ------------------------------------------------- | ------------------------------------------------- | ------------------------------------------------- |
|                                                   |                                                   |                                                   |                                                   |                                                   |
| Bulgaren                                          | Bulgaren                                          |                                                   | 62,8%                                             | 62,8%                                             |
| Turken                                            | Turken                                            |                                                   | 33,1%                                             | 33,1%                                             |
| Roma                                              | Roma                                              |                                                   | 1,7%                                              | 1,7%                                              |
| Anders/Onbekend                                   | Anders/Onbekend                                   |                                                   | 2,4%                                              | 2,4%                                              |